# 김숙
김숙(金淑, 1975년 7월 6일~)은 대한민국의 방송인, 희극인이다.

## 학력
- 1988년 거제초등학교 (졸업)
- 1991년 이사벨여자중학교 (졸업)
- 1994년 대명여자고등학교 (졸업)
- 1998년 성심외국어대학 전통의상학과 전문학사 (졸업)
- 2003년 국제사이버대학교 사회복지학과 (졸업)

## 수상
- 2016년 제52회 백상예술대상 TV 부문 여자 예능상
- 2016년 KBS 연예대상 토크&쇼부문 여자 최우수상
- 2017년 SBS 연예대상 라디오 DJ상
- 2018년  제9회 대한민국 대중문화예술상 국무총리 표창
- 2018년 KBS 연예대상 토크 쇼 부문 최우수상
- 2019년 KBS 연예대상 베스트 챌린지상(옥탑방의 문제아들)
- 2019년 MBC 방송연예대상 뮤직&토크부문 여자 최우수상
- 2020년 KBS 연예대상 대상
- 2021년 KBS 연예대상 올해의 예능인상
- 2022년 KBS 연예대상 베스트커플상 (with 조나단)
- 2022년 KBS 연예대상 올해의 예능인상
- 2023년 KBS 연예대상 올해의 예능인상

## 출연 목록

### TV
- 《코미디 세상만사》(1995년)
- 《가족오락관》(2000년, 2004년)
- 《개그콘서트》(2002년)
  - 〈가문의 망신〉
  - 〈봉숭아 학당〉
- 《TV는 사랑을 싣고》(2002년)
- 《웃찾사》(2003년)
- 《신입사원》(2005년)
- 《잉글리쉬 매직스쿨》(2005년)
- 《행복주식회사》(2005년)
- 《고스트 팡팡》(2007년)
- 《과학실험 사이펀》(2009년)
- 《미녀들의 1박 2일》(2009년)
- 《개그스타 시즌2》(2009년)
- 《무한걸스 시즌3》(2010년)
- 《신의 밥상》(2011년)
- 《재미있는 퀴즈 클럽》(2011년)
- 《MANNY》(2011년)
- 《서바이벌 쇼 영어 완전정복》(2011년)
- 《여신밴드》(2011년)
- 《개그시대》(2011년)
- 《속사정》(2012년)
- 《美's 에이전트》(2012년)
- 《아이돌 시사회》(2012년)
- 《뱀파이어 아이돌》(2012년)
- 《여성판 인간의 조건》(2013년)
- 《백만장자 게임 마이턴》(2013년)
- 《숫자로 읽는 부산, 넘버쇼》(2014년)
- 《나를 따르라》(2014년)
- 《왕좌의 게임》(2015년)
- 《1박 2일》 - 여자사람친구 특집(2015년)
- 《동상이몽, 괜찮아 괜찮아》(2015년)
- 《비타민》 고정패널
- 《쿨까당》(2012년~2017년)
- 《청춘 익스프레스》(2015년)
- 《님과 함께 시즌 2-최고의 사랑》(2015년 10월 15일~2017년 9월 26일)
- 《언니들의 슬램덩크》(2016년)
- 《배틀 트립》(2016~2018년)
- 《욱씨남정기》 특별출연(2016년)
- 《마음의 소리》 특별출연(2016년)
- 《비밀 독서단 시즌 2》(2016년)
- MBC every1 《비디오스타》(2016년 ~ )
- KBS2 《언니들의 슬램덩크 시즌 2》(2017년)
- EBS 《엄마를 찾지마》(2017 ~ 2018년)
- KBS2 《최고의 한방》 특별출연(2017년)
- SBS 《동상이몽 2 - 너는 내 운명》(2017년)
- On Style 《뜨거운 사이다》(2017년)
- KBS2 《김생민의 영수증》(2017 ~ 2018년)
- KBS2 《줄을 서시오》(2017년)
- SBS 《리뷰쇼 박스라이프》(2017년)
- tvN 《서울메이트》(2017 ~ 2018년)
- KBS joy 《연애의 참견》(2018년)
- Olive 《밥블레스유》(2018년 ~ 2019년)
- tvN 《풀 뜯어먹는 소리》(2018년)
- EBS 《배워서 남줄랩》(2018년)
- JTBC 《랜선라이프》(2018년 ~ 2019년)
- KBS2 《대화의 희열》 1회(2018년)
- KBS2 《옥탑방의 문제아들》(2018년~2024년)
- MBC 《공복자들》(2019년)
- MBC 《구해줘! 홈즈》(2019년~)
- tvN 《서울메이트 2》(2018년 ~ 2019년)
- JTBC2 《악플의 밤》(2019년)
- JTBC2 《판벌려 - 이번 판은 한복판》(2019년)
- sky Drama 《송은이 김숙의 영화보장》(2019년)
- Olive 《밥블레스유 2》(2020년)
- KBS2《사장님 귀는 당나귀 귀》 (2019년~)
- 《다큐 인사이트》- (KBS1) 개그우먼
- KBS1 《재난탈출 생존왕》 (2020년 ~ 2021년)
- MBC 《심야괴담회》 (2021년 ~)
- KBS joy 《국민영수증》 (2021년 ~)
- JTBC 《톡파원 25시》 (2022년 ~)
- KBS2 《갓파더》 (2022년)
- tvN 《줄 서는 식당》 (2022년)
- KBS2 《홍김동전》 (2022년 ~ 2024년)
- E채널 《토요일은 밥이 좋아》 (2023년)
- MBN 《토크백》 (2023년)
- KBS2 《오래된 만남 추구》(2025년) - 1기

### 드라마
- 2004년~2005년 MBC 일요아침드라마 《단팥빵》 - 김숙 역 (8회 특별출연)
- 2020년 tvN 주말드라마 《사랑의 불시착》 - 북한 무당 역 (11회, 16회 특별출연)

### 라디오
- KBS 해피FM 《즐거운 저녁길 임백천, 김숙입니다》(2010년)
- SBS 러브FM 《송은이, 김숙의 언니네 라디오》(2015년~2019년)

### 영화
- 《무등산 타잔, 박흥숙》(2005년)
- 《미스터 주부 퀴즈왕》(2005년)
- 《압꾸정》(2022년) - 김숙 역 (특별출연)

### 공연
- 《원더우먼 페스티벌》(2015년) 여의도 물빛무대
- 《청춘페스티벌 2016》(2016년) 여의도 물빛무대
- 《2016 라쿤 영 페스티벌》(2016년) 부산 영화의전당 야외극장
- 《원더우먼 페스티벌》(2016년) 여의도 물빛무대
- 《비보쇼 - 집으로》(2016년) 마포구 숙이네집
- 《비보쇼 - 밖으로》(2016년) 설악아트홀
- 《광동우엉차와 함께 하는 비보쇼》(2017년) 신한카드 판스퀘어 라이브홀
- 《비보쇼 - 명랑운동회》(2017년) 경기영어마을 파주캠프
- 《토크콘서트 '할많하당'》(2017년) 코엑스 별마당도서관

### 뮤지컬
- 《루나틱》(2006년-2007년) 동대문 서울패션아트센터
- 《메노포즈》(2009년-2010년) 해치홀
- 《메노포즈》(2010년) 두산아트센터 연강홀
- 《메노포즈》(2011년) 두산아트센터 연강홀

### 팟캐스트
- 《송은이, 김숙의 비밀보장》(2015년~ )
- 《김생민의 영수증》(2017년~2018년)

### 웹예능
- 《나는 급스타다》(2016년)
- 《마녀를 부탁해》(2016년)
- 《쇼핑왕 누이》(2017년)
- 《핑계고》 (2023년)

### 광고
- 2016년 유한킴벌리 스카트
- 2016년 11번가
- 2016년 에뛰드 워터세럼
- 2016년 원더바스 살롱드떼
- 2016년 바른면집
- 2016년 KB증권
- 2016년 ~ 2017년 아딸
- 2016년 ~ 2017년 광동제약 광동우엉차
- 2017년 환경부 빈용기보증금제도 공병캠페인
- 2017년 감탄떡볶이
- 2017년 뉴스킨코리아 파마넥스 TR90
- 2018년 청룡팔부M

## 음반
- 2005년 난다김 트로트 연가 《사천만 땡겨주세요》
- 2016년 SM STATION 윤정수&김숙 《너만 잘났냐(You're The Boss)》
- 2016년 언니쓰 《Shut Up (Feat.유희열)》
- 2017년 언니쓰 《맞지?》, 《랄랄라 송》
- 2017년 더블V 《3도》
- 2020년 더블V 《7도》

## 같이 보기
- 송은이
- 윤정수
- 김용만
- 유재석
- 라미란
- 이영자
- 박미선
- 정형돈
- 김준호
- 김늘메
- 김대희
- 이태식
- 노홍철
- 이병진
- 신봉선
- 정가은
- 백보람
- 안영미
- 황보
- 김신영
- 정시아
- 최정윤
- 박나래
- 양세형
- 양세찬
- 정찬우
- 김태균
- 박소현
- 전효성
- 박수림
- 민경훈
- 장동민
- 김구라
- 서장훈